# Майкапар, Самуил Моисеевич
Самуи́л Моисе́евич Майкапа́р (18 декабря 1867[…], Херсон — 8 мая 1938[…], Ленинград) — русский и советский пианист и композитор, педагог, музыкальный писатель. Профессор Ленинградской консерватории (1915—1930).
Разносторонне одарённый музыкант, Майкапар был известен как автор целого ряда фортепианных пьес для детей и юношества. В частности, большую популярность завоевал его цикл фортепианных миниатюр «Бирюльки», его романсы и «Музыкальный слух» (Москва, 1900).

## Биография
Родился 6 (18) декабря 1867 года в Херсоне в караимской семье. Вскоре после рождения семья Самуила Майкапара переехала в Таганрог. Здесь он поступил в Таганрогскую гимназию. Музыкой начал заниматься с 6 лет (уроки у Г. Молла).
В 1885 году переехал в Петербург и поступил в консерваторию, где учился как пианист у Беньямино Чези, Владимира Демянского и Иосифа Вейса, а также в классе композиции Николая Соловьёва. Параллельно занимался на юридическом факультете Санкт-Петербургского университета (окончил в 1891 году).
По окончании консерватории в 1893 году, до 1898 года совершенствовался как пианист под руководством Теодора Лешетицкого в Вене, концертировал в Берлине, Лейпциге, Санкт-Петербурге, Москве и других городах.
С 1898 по 1901 год выступал в концертах с Леопольдом Ауэром и Иваном Гржимали. В 1901 основал музыкальную школу в Твери. С 1903 по 1910 год жил в Лейпциге (Германия), занимался концертной деятельностью и частным преподаванием.
Принимал активное участие (секретарь) в работе руководимого С. И. Танеевым московского научно-музыкального кружка. С 1910 по 1930 год преподавал фортепиано в Петербургской (Ленинградской) консерватории (с 1917 по 1930 — профессор 1-й степени). Для фортепиано создал ряд произведений, которые преподаватели используют до сих пор, например: «Сказочка» (соч. 28 № 10). Среди известных учеников — С. С. Ляховицкая, И. А. Браудо. Был инициатором исполнения в концертах цикла 32 сонат Бетховена (впервые в 1927 году). После оставления работы в консерватории, давал авторские концерты в Ленинграде и Киеве.
Скончался 8 мая 1938 года в Ленинграде. Похоронен на Литераторских мостках Волкова кладбища.

## Семья
Родители — Моисей Самуилович (Самойлович) Майкапар (1835, Чуфут-Кале — 1898, Гисен) и Эстер Соломоновна (Самойловна), урождённая Исакович (1842, Одесса — 1908, Лозанна), похоронены в Риге. Потомственный почётный гражданин М. С. Майкапар занимался хлебной торговлей, был гласным городской думы и известным коммерсантом и мануфактуристом Таганрога. Имел в Таганроге «громадный и изящный склад <…> где за сносную цену можно найти всё, что нужно».
Первая жена — София Эммануиловна Майкапар (урождённая Исакович; 1881—1956), певица и педагог.
- Сын — Евгений Александрович Майкапар (отчество получил в честь крёстного), инженер-машиностроитель, выпускник МГУ. С мая 1944 года — старший механик Института машиноведения АН СССР, позже эксперт Госкомитета по делам изобретений и открытий. Награждён медалью «За доблестный труд в Великой Отечественной войне»[12][13][14].
  - Внук — Александр Евгеньевич Майкапар (1946 — 2021, Москва), советский и российский музыкант. Заслуженный артист России.

Вторая жена — Елизавета Ароновна Майкапар (урождённая Тотеш; 1890 — 1942, умерла в блокадном Ленинграде), скрипачка. 
- Дочь Надежда умерла в восьмилетнем возрасте в начале 1930-х годов[16].

Племянница (дочь Анны Моисеевны Майкапар) — Евгения Семёновна Бейм, выпускница Санкт-Петербургского женского политехнического института, инженер-строитель. В 1977 году передала личный архив композитора на хранение в Отдел рукописей ГПБ имени М. Е. Салтыкова-Щедрина.

## Память
- В 2002 году имя композитора присвоено московской детской музыкальной школе № 78 (ныне ГБУДО г. Москвы «Детская музыкальная школа имени С. М. Майкапара»)[20].